# Железнодорожный транспорт необщего пользования
Железнодорожный транспорт необщего пользования — совокупность производственно-технологических комплексов, включающих в себя железнодорожные пути необщего пользования, здания, строения, сооружения, в отдельных случаях железнодорожный подвижной состав, а также другое имущество и предназначенных для обеспечения потребностей физических и юридических лиц в работах (услугах) в местах необщего пользования на основе договоров или для собственных нужд. Владелец железнодорожного транспорта необщего пользования отличен от владельца железнодорожной инфраструктуры.
Таким транспортом, как правило,осуществляются перевозки грузов и пассажиров внутри предприятия, объединения (ассоциации, концерна и т.п.).
Не так давно этого определения и вовсе не существовало в Российской Федерации, а использовались определение «Промышленный железнодорожный транспорт», которое (по какой-то причине) не раскрывалось ни в одном нормативном документе.